# Женщина, сидящая в саду
«Женщина, сидящая в саду» (фр. Femme assise dans le jardin) — картина Клода Моне из собрания Государственного Эрмитажа.
На картине Моне изобразил свою жену Камиллу, сидящую в тени на траве в саду возле своего дома в Аржантёе; сам дом виден за цветником и молодыми деревьями и служит общим ярким солнечным фоном. 
Женщина в саду — любимый сюжет Клода Моне, им написано множество подобных картин («Читающая Камилла», 1872, Художественный музей Уолтерс в Балтиморе; «Камилла на траве», 1876, частная коллекция; «Отдых в саду, Аржантёй», 1876, частная коллекция). Также Моне с удовольствием писал и свой дом, сад и лужайку возле него («Дом в Аржантёе», 1876, частная коллекция Анненбергов). 
Картины с подобным сюжетом и с Камиллой также писали их друзья, приезжавшие к семье Моне в гости, известны работы Эдуарда Мане «Семейство Моне в саду» (1874, Музей Метрополитен, Нью-Йорк) и Пьера Огюста Ренуара «М-м Моне с сыном в саду, Аржантёй» (1874, Национальная галерея искусства, Вашингтон).
В декабре 1877 года картина была куплена у художника неким Паскалем и вскоре впервые была показана публике в парижской галерее Жоржа Пети, в 1909 году показана в галерее Бернхайм-Жён, где в 1914 году её купил немецкий торговец Голдшмитт, от которого она в начале 1930-х годов попала в собрание Отто Кребса. Во время Второй мировой войны была захвачена советскими войсками и отправлена в СССР в счет репараций; долгое время хранилась в запасниках Государственного Эрмитажа и была показана лишь в 1995 году на Эрмитажной выставке трофейного искусства; с 2001 года числится в постоянной экспозиции Эрмитажа и с конца 2014 года выставляется в Галерее памяти Сергея Щукина и братьев Морозовых в здании Главного Штаба (зал 403).